# Namasu

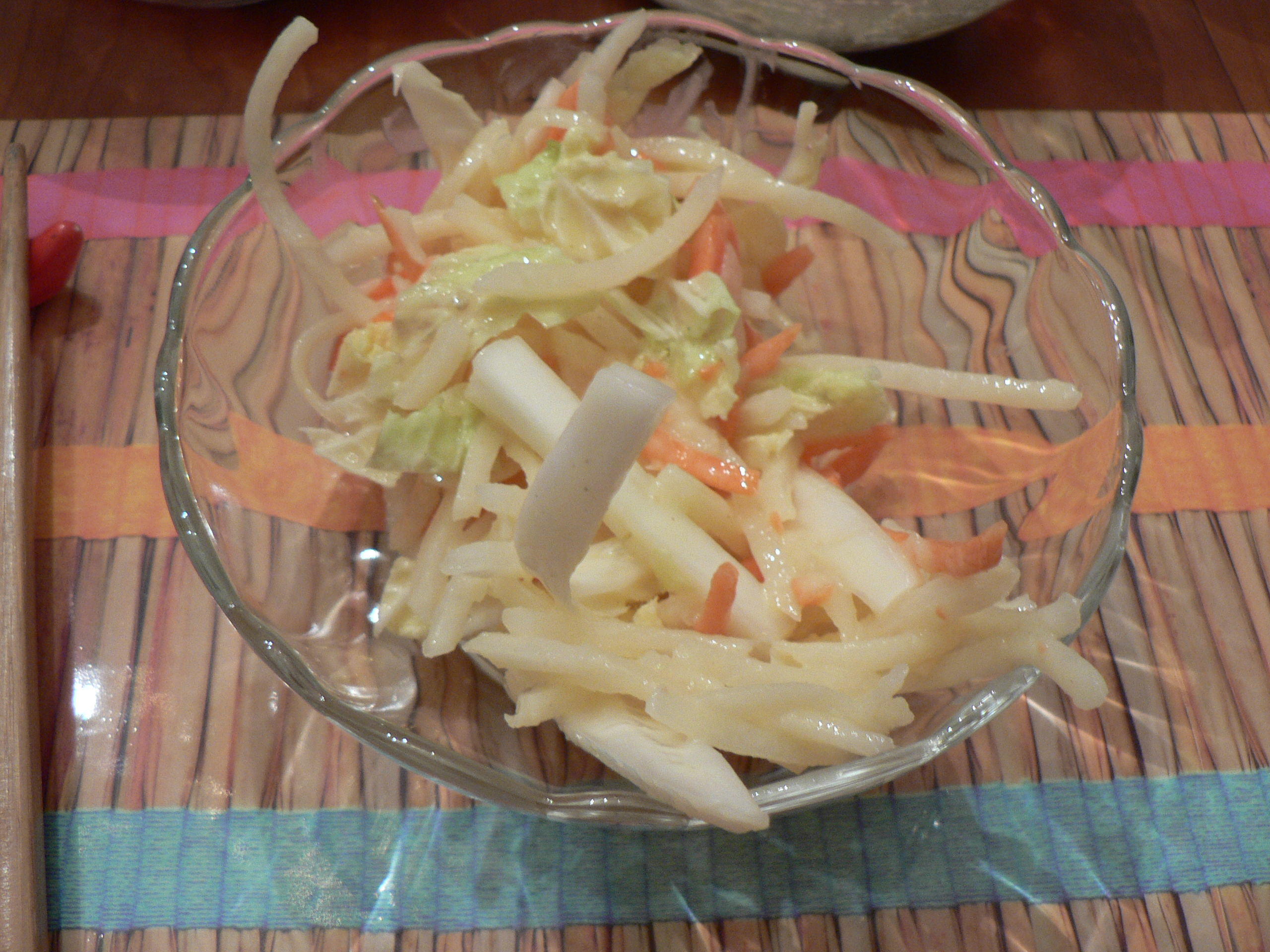
Namasu con kimizu.

El namasu (膾?) es un plato japonés consistente en verdura y marisco crudos en juliana fina (nama), marinados en vinagre de arroz (su) varias horas, lo que los encurte ligeramente. El namasu fue llevado a Japón desde China durante el periodo Nara (710–794).
El namasu también puede llamarse namasu-kiri (kiri significa ‘cortado’). Está relacionado con el sunomono y otras ensaladas con vinagre.